# Nilometer

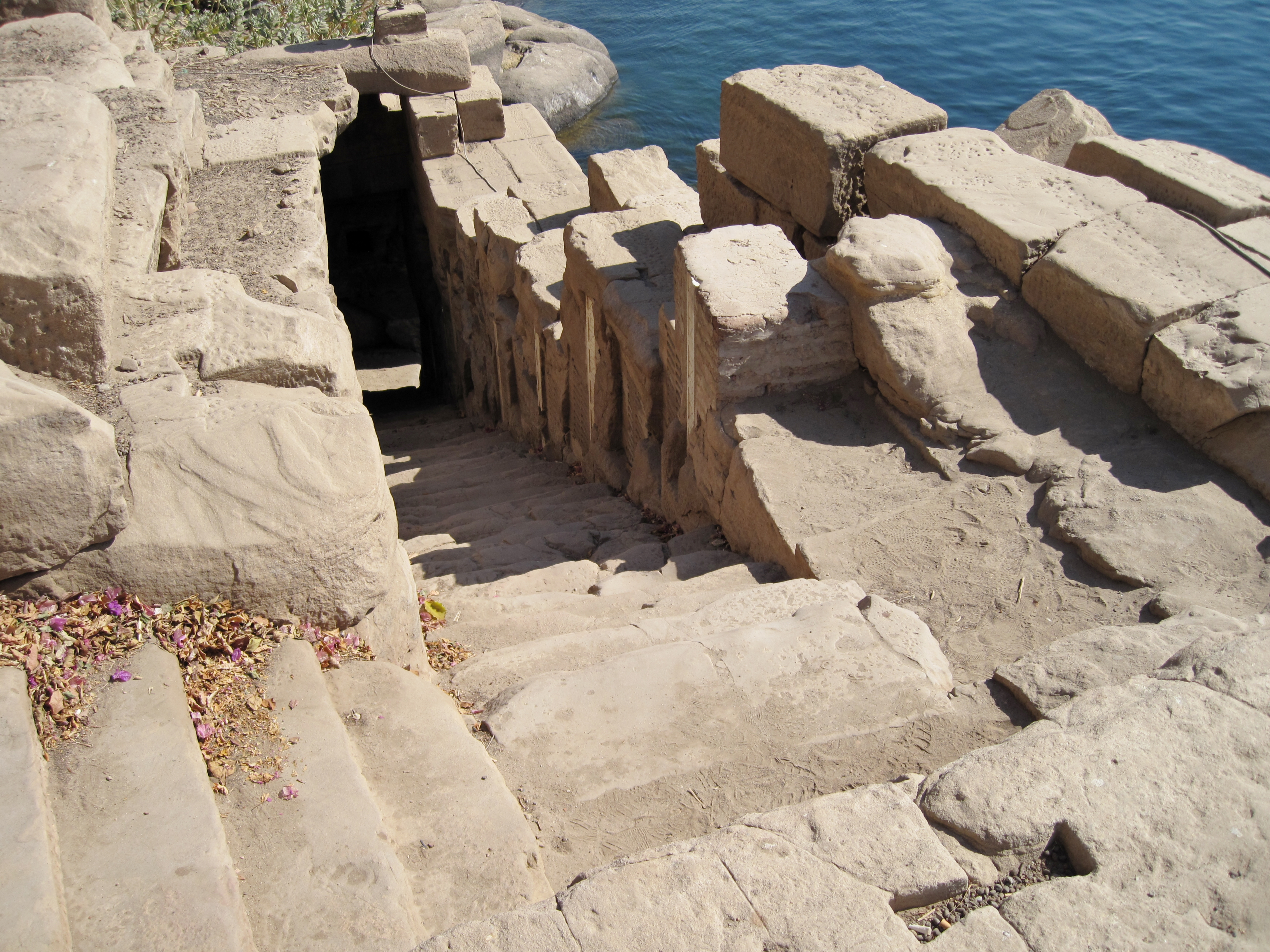
Ältester Nilometer auf der Insel Elephantine (Satis-Tempel)

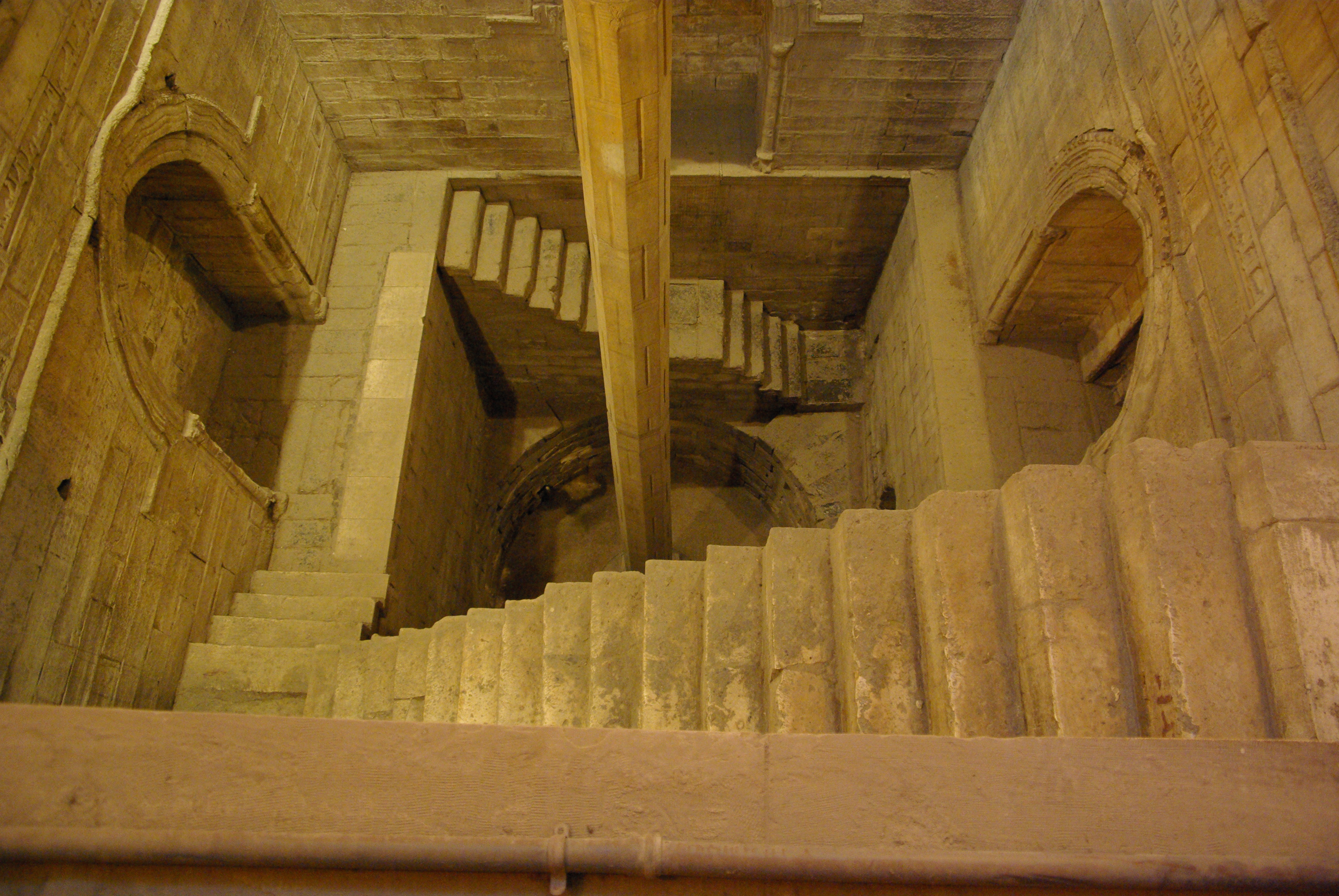
Nilometer auf der Insel Roda in Kairo

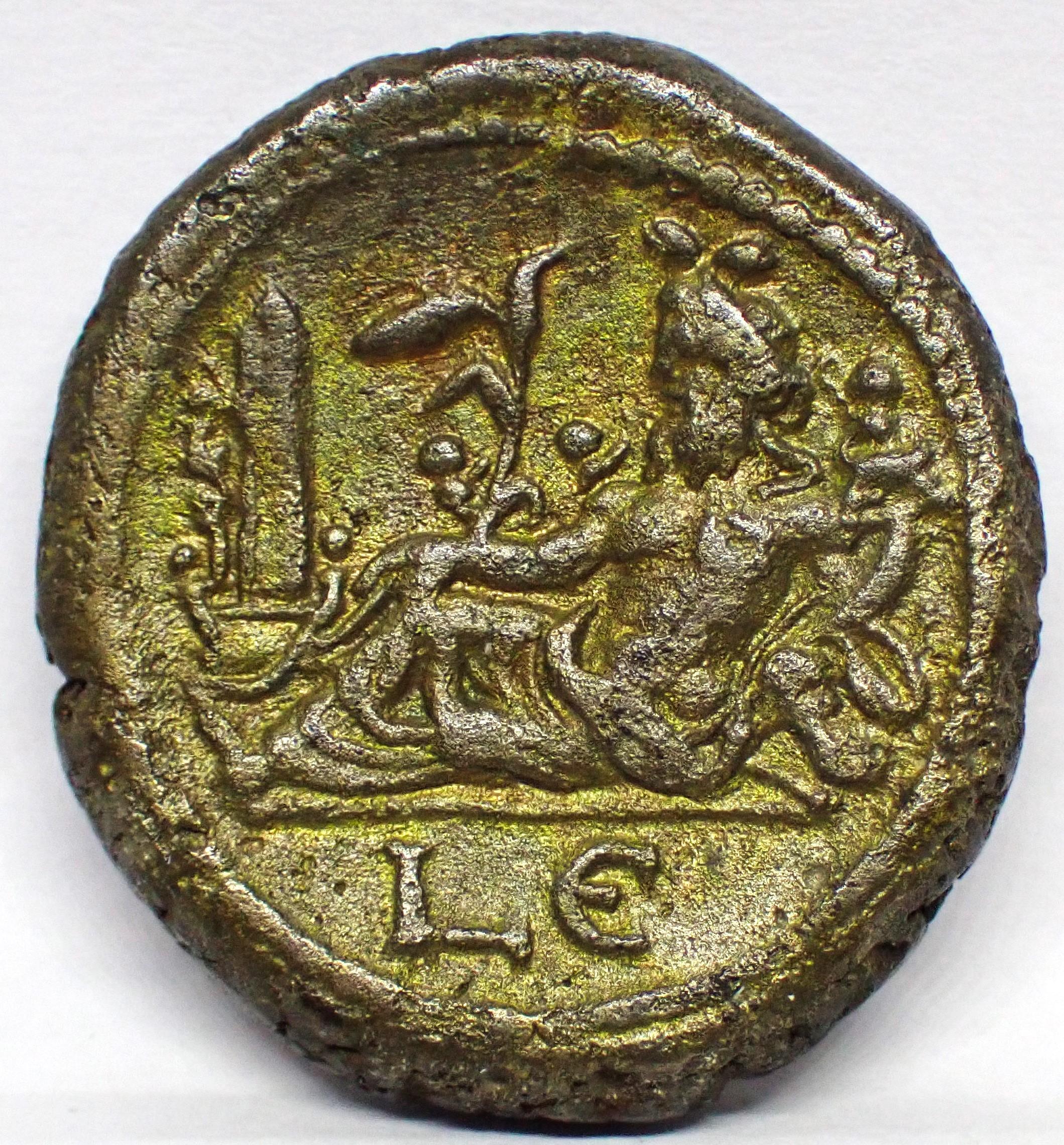
Nilometer (links) auf Münze der Julia Soaemias

Ein Nilometer (arabisch مقياس, DMG miqyās) ist ein Höhenmesser für den Pegel des Nils und dient zur Prognose der Nilschwemme. Er fand in verschiedenen Bauarten Verwendung. Bei der einfachen Ausführung handelte es sich um eine Pegelskala, angebracht an markanten Niluferstellen in Verbindung von Nilflutmarken. Daneben gab es Nilometer als Treppen, die zum Nilufer hinabführten. An den Wänden der seitlichen Wegbegrenzung befanden sich skalierte Markierungstafeln, die eine genaue Ablesung ermöglichten. Nilometer dienten in erster Linie der Vorhersage der zu erwartenden Nilhöhen und den die Nilflut begleitenden Riten.
Später kamen offene, über Kanäle mit dem Nil verbundene Schächte mit einer Pegelsäule in der Mitte hinzu. Sie dienten bis zum Bau des ersten Assuan-Staudamms 1906 zur alljährlichen Messung des Nilstands. Von der Höhe der Nilschwemme hingen nicht nur die Ernteerträge Ägyptens ab; nach der Nilfluthöhe richtete sich auch die Besteuerung der Felder. Auch gab sie wichtige Hinweise für die Schifffahrt.
Mit Hilfe mit Jahrhunderten von Daten, die an den Wänden verzeichnet waren, konnten die Priester und Herrscher das Verhalten des Flusses vorhersagen. Der gewöhnlichen Bevölkerung gegenüber, der die Funktion und sogar die Existenz der Nilometer verborgen blieb, wurden die Prognosen zur Stärkung der Autorität der theokratischen Herrschaft eingesetzt.
Altägyptische Nilometer gibt es seit dem 3. Jahrtausend v. Chr. Sie befanden sich unter anderem in Memphis, Dendera, Edfu, Per Hapi und auf der Insel Elephantine. Im Nildelta standen wegen der natürlichen Ablagerungen des Nilschlamms keine Nilometer. Aufgrund des morastigen Untergrundes ist es technisch nicht möglich, langfristig ein stabiles Baufundament zu erhalten. Hinzu kommen die Flussbettverlagerungen, die ebenfalls gegen einen Standort im Nildelta sprechen.
Auf alexandrinischen Münzen in römischer Zeit wird der Nilometer im Regelfall als über einem Krokodil stehender  ovaler Bogen dargestellt, in dem ein Genius die Nilstandsangabe  IS (griechische Zahlbuchstaben mit dem Wert 16 für 16 Ellen) an den Nilometer schreibt.

## Beispiele
- Nilometer von Elephantine (Chnum-Tempel)
- Nilometer von Roda
- Nilometer von Elephantine (Satis-Tempel)
- Semasia